# ランディ・ジョンソン
ランドール・デビッド・ジョンソン（Randall David Johnson, 1963年9月10日 - ）は、アメリカ合衆国カリフォルニア州コントラコスタ郡ウォールナットクリーク出身の元プロ野球選手（投手）。左投右打。愛称は"ビッグ・ユニット"（"Big Unit"）。
メジャーリーグベースボール（以下：MLB）の左投げ投手として歴代最多となるサイ・ヤング賞5度受賞、歴代2位の通算4875奪三振を記録した。現時点（2025年3月）で最も新しい300勝投手であり、MLBを代表する投手の1人であった。

## 経歴

### プロ入り前
6歳のときに野球を始め、同時に一番好きなスポーツとなった。本格的に野球をするため、8歳の時にリトルリーグ入団のオーディションを受けたが、体が大きすぎるため年齢詐称を疑われ、母親が身分証明書を見せたことで、やっと入団が許可された。
1982年のMLBドラフト4巡目（全体89位）でアトランタ・ブレーブスから指名を受け、契約金48,000ドルを提示されるが、「今プロに行っても将来的な保証が何もない」という父の意向により、契約せずに南カリフォルニア大学へ進学。大学では2年生まで野球とバスケットボールをしていたが、3年生から野球に集中する。大学時代はマーク・マグワイアとチームメイトだった。

### プロ入りとエクスポズ時代
1985年のMLBドラフト2巡目（全体36位）でモントリオール・エクスポズから指名され、プロ入り。
1986年はA級ウェストパームビーチ・エクスポズで119.2イニングで133奪三振の一方で94四球を記録。
1987年はAA級ジャクソンビル・エクスポズで140イニングで163奪三振ながら128四球を記録する。
1988年は有力誌であるベースボール・アメリカの選ぶ期待の若手第3位に選出される。AAA級インディアナポリス・インディアンスで継投でのノーヒッターを達成するも、敗戦投手となる珍記録を残す（7回を無安打に抑えるが、初回に四球で出した走者に2つの盗塁を許し、次打者の内野ゴロで失点）。セプテンバー・コールアップでメジャーに昇格し、9月15日のピッツバーグ・パイレーツ戦でメジャーデビュー。9月20日のシカゴ・カブス戦で11三振を奪ってメジャー初完投を記録するなど3勝0敗、防御率2.42の成績だった。
1989年は開幕から先発ローテーション入りするが制球が悪く、0勝4敗、防御率6.67と低迷し、5月9日にマイナー降格となった。

### マリナーズ時代
1989年5月25日にマーク・ラングストン、後日発表選手のマイク・キャンベルとのトレードで、ジーン・ハリス、ブライアン・ホルマンと共にシアトル・マリナーズに移籍。移籍後も制球難は変わらなかったが、7勝を挙げる。
1990年6月2日のデトロイト・タイガース戦で球団史上初のノーヒットノーランを達成するなど6月は5勝0敗、防御率2.40の好成績でピッチャー・オブ・ザ・マンスを初受賞。前半戦で9勝3敗、防御率3.68を記録し、登板機会はなかったがオールスターゲームにも初めて選出された。14勝11敗、防御率3.65、リーグワーストの120四球を記録。オフの日米野球でMLB選抜として訪日。MLB選抜は負け越したが、最終第8戦で先発してチャック・フィンリーとの継投でノーヒットノーランを達成し、意地を見せた。
1991年は13勝10敗、防御率3.98、リーグ2位の228奪三振、リーグワーストの152四球を記録。
1992年は初の開幕投手を務める。9月27日のテキサス・レンジャーズ戦で18奪三振を記録し、ロン・ギドリーが持つ左投手としてのリーグ記録に並び、9月16日からの3試合で45奪三振は史上2位となった。12勝14敗、3年連続リーグワーストの144四球だったが、241奪三振で最多奪三振のタイトルを獲得した。同年ノーラン・ライアンと、当時レンジャーズ投手コーチでライアンと二人三脚でトレーニング方法を開発したトム・ハウスの2人と出会い、メンタルトレーニングの指導を受けて制球難を改善させる。
1993年5月16日のオークランド・アスレチックス戦では8回まで無安打に抑えるも9回に安打を打たれノーヒッターを逃した。19勝8敗1セーブ、防御率3.24、リーグ最多となる308奪三振を記録し、トレード相手のラングストンが1987年に記録した262奪三振の球団記録を更新。3年連続で100以上だった四球も99に留めた。サイ・ヤング賞の投票ではジャック・マクダウェルに次ぐ2位に入った。オフに4年総額2025万ドル（5年目は600万ドルのオプション）で契約を延長。
ビル・クリントン大統領が始球式を務めた1994年4月4日のクリーブランド・インディアンスとの開幕戦で、8回にサンディー・アロマー・ジュニアに打たれるまで無安打に抑えた。5月15日から6月20日にかけて3連続完封を含む7連勝。7月7日のボストン・レッドソックス戦でラングストンの球団記録を更新する通算75勝目を挙げる。ストライキの影響でシーズンが打ち切られたが、13勝6敗、防御率3.19、リーグ最多の204奪三振、9完投、4完封を記録。サイ・ヤング賞の投票では3位に入った。
1995年は開幕から6連勝を記録し、オールスターゲームでは先発投手を務めた。チームはカリフォルニア・エンゼルスと同率で並び、10月2日のワンゲームプレイオフでは中3日で先発、3安打、12奪三振で完投勝利を挙げて球団創設以来初の地区優勝をもたらす。18勝2敗、防御率2.48、294奪三振、歴代7位の勝率.900を記録し、初の最優秀防御率、4年連続の最多奪三振を獲得。ニューヨーク・ヤンキースとのディビジョンシリーズでは緊急登板の影響で第3戦に先発し勝利投手。最終第5戦では同点の9回にリリーフ登板し、延長11回表に1失点するが、その裏2点を挙げて逆転サヨナラ勝利。インディアンスとのリーグチャンピオンシップシリーズでは2試合に先発するが勝てず、チームは2勝4敗で敗退した。オフに自身初、球団史上初のサイ・ヤング賞を受賞。
1996年は椎間板ヘルニアと背中の故障のため5勝にとどまる。
1997年は復活を果たし、6月24日のアスレチックス戦で19奪三振を記録して自身の持つ左腕投手としてのリーグ記録を更新するが敗戦投手。前半戦で12勝を記録し、2年ぶりにオールスターゲームに選出され、先発投手を務め、2回にラリー・ウォーカーと対戦した際に頭部後方へ暴投し、その後ウォーカーはヘルメットを前後逆に被り右打席に入るというパフォーマンスを行った。8月8日のシカゴ・ホワイトソックス戦でも19奪三振を記録し完封勝利。その後故障者リスト入りするが、9月27日のアスレチックス戦でリリーフ登板してベン・グリーブから三振を奪い、通算2000奪三振を達成。同時に20勝目を挙げ、球団史上初の20勝投手となった。最終的に20勝4敗、防御率2.28、291奪三振を記録し、チームは2年ぶりの地区優勝。ボルチモア・オリオールズとのディビジョンシリーズでは第1戦と第4戦に先発したが共に敗戦投手となり、チームは1勝3敗で敗退した。サイ・ヤング賞の投票では勝利数・防御率・奪三振の3部門全てで上回ったロジャー・クレメンスに次ぐ2位だった。
1998年は不調で7月までに9勝10敗、防御率4.33の成績だった。この頃契約更新で球団と揉めていたこともありトレード話が絶えず、ドジャースの野茂英雄を含めたトレードも持ち上がったが破談になったことが報道されている。。

### アストロズ時代
1998年7月31日にフレディ・ガルシア、カルロス・ギーエン、後日発表選手のジョン・ハラマとのトレードで、ヒューストン・アストロズへ移籍した。移籍後は11試合に先発し、内7試合で2桁奪三振を記録するなど、10勝1敗、防御率1.28、116奪三振、グレッグ・マダックスの5完封に次ぐ4完封と復調し、チームの地区優勝の原動力となる。サンディエゴ・パドレスとのディビジョンシリーズでは第1戦と第4戦に先発し、好投したが共に敗戦投手となり、チームは1勝3敗で敗退した。サイ・ヤング賞の投票では7位。329奪三振で自己最多を更新し、20試合で2桁奪三振を記録した。オフにFAとなった。

### ダイヤモンドバックス時代
1998年12月10日にアリゾナ・ダイヤモンドバックスと4年5300万ドルで契約。
1999年は援護に恵まれず17勝9敗と勝利数は伸びなかったが、いずれもリーグトップの防御率2.48、364奪三振、271.2イニング（自己最高）、12完投。23試合で2桁奪三振を記録し、サンディ・コーファックスが1965年に記録したリーグ記録の21を更新、1973年のライアンに並ぶMLB記録となった。チームは100勝を挙げて史上最速の創設2年目で地区優勝を果たす。ニューヨーク・メッツとのディビジョンシリーズでは第1戦に先発、9回途中まで11三振を奪ったが7失点と打ち込まれ敗戦投手。チームは1勝3敗で敗退した。オフに2度目のサイ・ヤング賞を受賞。
2000年は開幕から7連勝を記録するなど前半戦で14勝2敗、防御率1.80の好成績を記録し、オールスターゲームに選出され、先発投手を務めた。9月10日のフロリダ・マーリンズ戦でマイク・ローウェルから三振を奪い、史上12人目の3000奪三振を達成。後半戦は5勝にとどまるが、19勝7敗、防御率2.64、347奪三振で2年連続のサイ・ヤング賞を獲得した。
2001年3月24日にスプリングトレーニングでのサンフランシスコ・ジャイアンツ戦の7回に投球が偶然飛んできた鳩を直撃し、鳩は即死してホームプレート近くに落下するハプニングが起きた。投球はノーカウントになったが、ショックを受けてその後打ち込まれた。5月8日のシンシナティ・レッズ戦で史上4人目の1試合20奪三振を達成するなど、前半戦で11勝、202奪三振を記録し、2年連続でオールスターゲームに選出され、先発投手を務めた。7月19日に前日照明の故障により3回表終了後にサスペンデッドゲームとなったパドレス戦が再開され、3回からリリーフとして登板。7イニングを1安打無失点に抑え、リリーフ投手としての新記録となる16三振を奪った。21勝6敗、共にリーグトップの防御率2.49、372奪三振を記録。23試合で2桁三振を奪い、奪三振率は13.41でペドロ・マルティネスが1999年に記録したMLB記録の13.2を更新した。同年チームメイトのカート・シリングが293奪三振を記録し、同一チームの2投手合計の奪三振は665で、エンゼルスのライアンとビル・シンガーが1973年に記録した624を上回った。シリングと2人で計43勝を挙げて2年ぶりの地区優勝に貢献。セントルイス・カージナルスとのディビジョンシリーズでは第2戦に先発したが、アルバート・プホルスに本塁打を浴びるなど8回3失点で敗戦投手。ブレーブスとのリーグチャンピオンシップシリーズでは第1戦で3安打、11奪三振完封勝利。第5戦でも勝利投手となり、初のリーグ優勝に導いた。自身にとっても初出場となったヤンキースとのワールドシリーズでは第2戦に先発し、3安打、11奪三振完封勝利。その後2試合連続でサヨナラ負けを喫するなど2勝3敗と王手をかけられるが、第6戦で勝利投手となりタイに戻す。最終第7戦ではリードを許した8回途中からリリーフとして登板し、無失点に抑える。チームは9回裏にルイス・ゴンザレスのサヨナラ安打で勝利し、史上最速の創設4年目でワールドシリーズ優勝を果たした。3勝を挙げてシリングと共にシリーズMVPを受賞。オフには3年連続でサイ・ヤング賞を獲得し、スポーツ・イラストレイテッド誌の2001年度スポーツマン・オブ・ザ・イヤーにも選出され、表紙を飾った。
2002年は開幕から6連勝。いずれもリーグトップの24勝（5敗）、防御率2.32、334奪三振、260.0イニング、8完投を記録し、ナショナルリーグでは1985年のドワイト・グッデン以来の投手三冠を達成。シリングと揃って300奪三振を記録し、計47勝を挙げて2年連続の地区優勝に大きく貢献する。カージナルスとのディビジョンシリーズでは第1戦に先発したが6失点と打ち込まれて敗戦投手となり、チームは3連敗で敗退した。オフに4年連続でサイ・ヤング賞を受賞。
2003年は開幕直後に右膝を痛め、4月11日のミルウォーキー・ブルワーズ戦では10失点を喫するなど不調。4月21日に故障者リスト入りし、5月1日に内視鏡手術を受ける。7月下旬に復帰したが本調子とは程遠かった。9月19日のブルワーズ戦ではメジャー初本塁打を記録。40歳での初本塁打はのちにバートロ・コローンに抜かれるまで最年長記録であった。
2004年5月18日のブレーブス戦で13三振を奪い、史上17人目の完全試合を達成。両リーグでのノーヒッターは史上5人目の快挙で、40歳8ヶ月での達成は1904年のサイ・ヤングの37歳1ヶ月を100年ぶりに更新する史上最年長記録となった。6月29日のパドレス戦でジェフ・シリーロから三振を奪い、史上4人目の通算4000奪三振を記録。9月15日のコロラド・ロッキーズ戦でビニー・カスティーヤから三振を奪って通算4137奪三振となり、スティーブ・カールトンを抜いて単独3位に浮上し、左腕投手としては歴代1位となった。111敗を喫して地区最下位に低迷したチームの中で孤軍奮闘し、16勝14敗、防御率2.60、290奪三振を記録した。打線の援護に恵まれず勝利数は伸びなかったが制球力が向上し、投球内容は20勝を挙げた2001年や2002年よりも良かった。サイ・ヤング賞の投票ではクレメンスとの一騎討ちとなったが、勝利数以外の全項目で上回ったにもかかわらず2位に終わった。7月にヤンキース、エンゼルス、ボストン・レッドソックスなど数球団と移籍交渉をしたが実現せず。12月にヤンキース、ロサンゼルス・ドジャースとの間でジョンソンを含めた10選手が絡む三角トレードが計画されたが、ドジャースGMのポール・デポデスタが「メリットが少ない」として締結寸前で撤退し、破談となった。

### ヤンキース時代
2005年、ヤンキースはワールドチャンピオン奪回の切り札として新しいオファーを行い、1月11日にハビアー・バスケス、ブラッド・ハルジー、ディオナー・ナバーロ、さらに900万ドルの金銭とのトレードで移籍した。背番号51はバーニー・ウィリアムスが着けていたため41に決定。
2006年から2年3200万ドルで契約を延長した。移籍1年目ながら開幕投手に選ばれ、勝利投手となる。正捕手ホルヘ・ポサダとは相性が合わず、ジョン・フラハーティとバッテリーを組むことが多かった。ポサダと組んだ15試合では5勝6敗、防御率4.70だったのに対し、フラハーティと組んだ21試合は12勝2敗、防御率3.18だった。激しい地区優勝争いを演じたレッドソックス戦では5勝0敗を挙げるなど、17勝8敗、防御率3.79、ともにリーグ2位の211奪三振、WHIP1.13を記録し、故障者が続出した先発陣の中で、唯一ローテーションを守り切った。チームはレッドソックスを振り切って地区9連覇を果たす。エンゼルスとのディビジョンシリーズでは第3戦で先発したが3回5失点で降板。第5戦でマイク・ムッシーナをリリーフして無失点に抑えたがチームは敗れ、2勝3敗で敗退した。

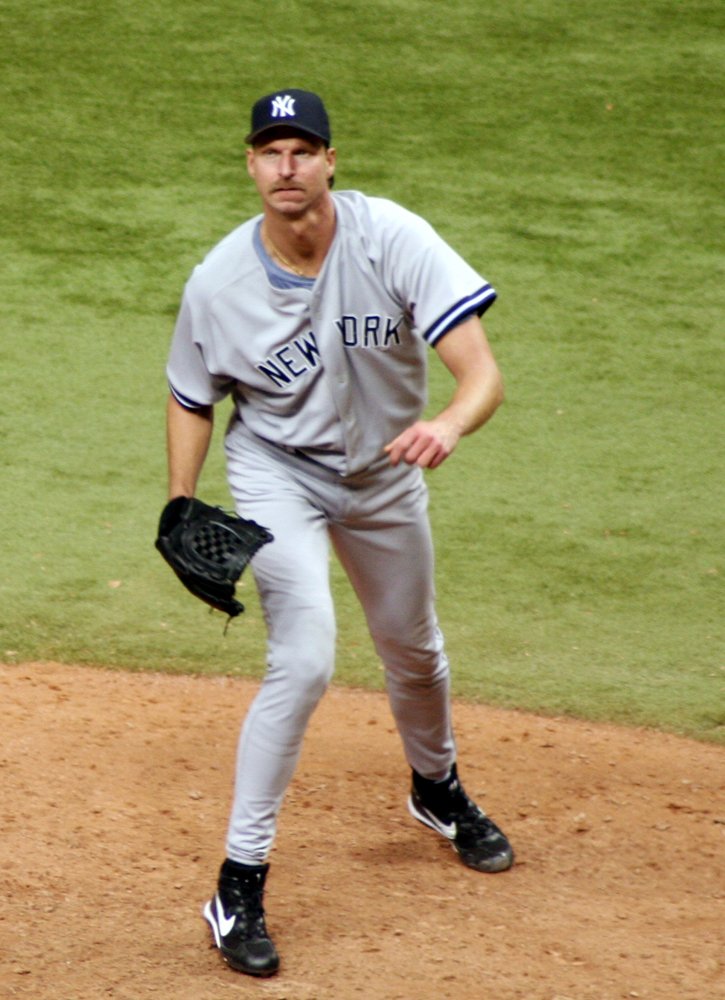
2006年

2006年は1996年に痛めた背中の故障が再発し、17勝を記録したが防御率5.00と不本意な成績だった。チームは地区10連覇を果たし、タイガースとのディビジョンシリーズでは第3戦で先発したが6回途中5失点で敗戦投手となり、1勝3敗で敗退。10月に手術したことを発表した。

### ダイヤモンドバックス復帰
東海岸、ことにニューヨークのファンやメディアに辟易して自ら相性の良い西海岸へのトレードを志願。

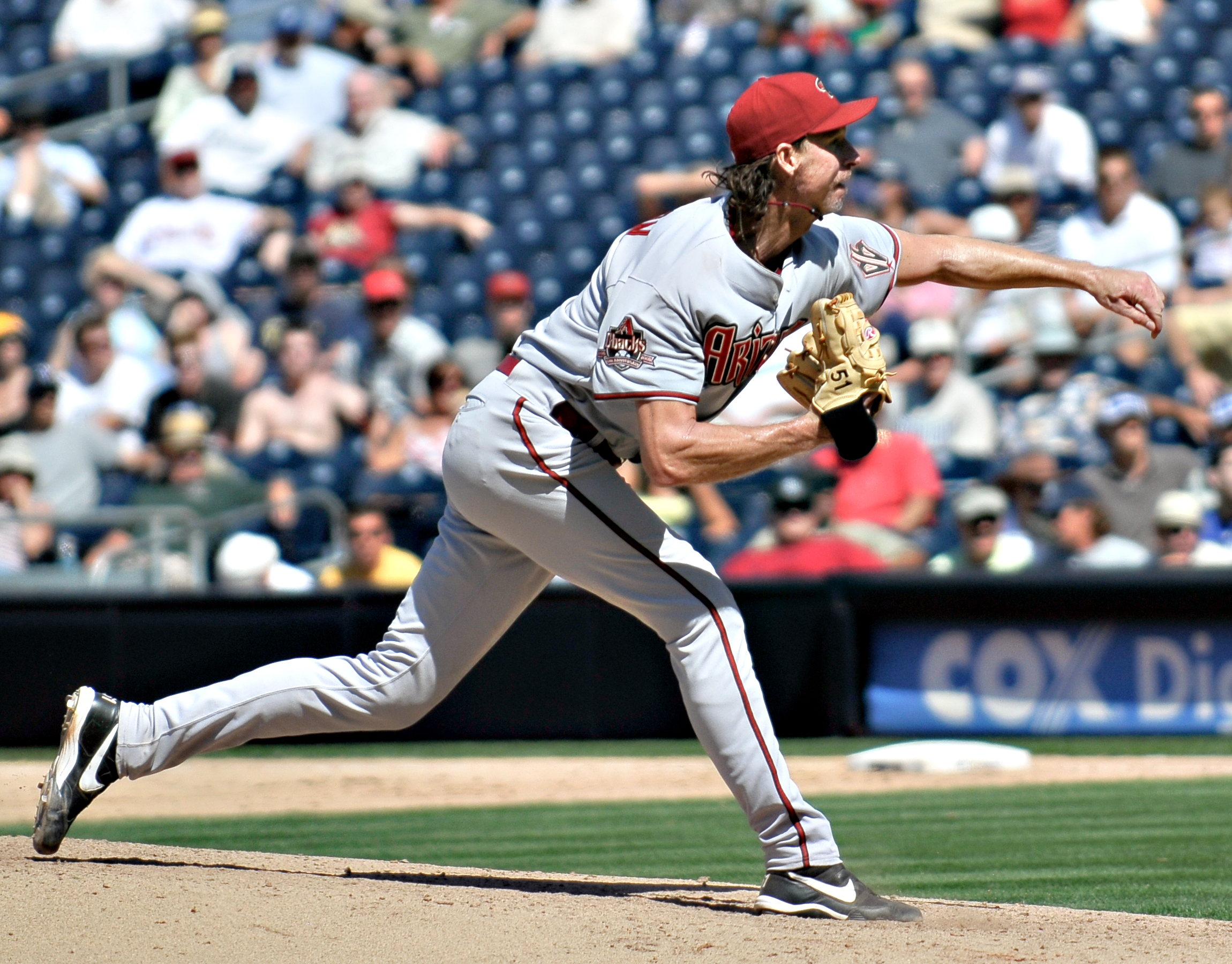
ダイヤモンドバックス時代

2007年1月9日にルイス・ビスカイーノ他3選手との交換トレードで古巣ダイヤモンドバックスに復帰した。6月5日のジャイアンツ戦で8三振を奪って通算4605奪三振となり、クレメンスを抜いて歴代単独2位に浮上。6月9日にクレメンスがヤンキースで復帰し7三振を奪ったため抜かれたが、6月10日のレッドソックス戦で9三振を奪って再び2位となった。しかし、椎間板ヘルニアが再発して手術を受けることとなり、6月28日のドジャース戦を最後に戦線離脱し、4616奪三振でシーズンを終えた。
2008年は開幕には間に合わなかったが、4月14日に復帰。6月3日のブルワーズ戦でクレメンスを抜いて再び歴代単独2位となった。その試合から6連敗を喫するが、7月に5連勝と巻き返す。大きな故障もなくシーズンを投げ抜き、11勝10敗、防御率3.91を記録した。オフにフリーエージェントとなった。

### ジャイアンツ時代
2008年12月26日にジャイアンツと1年800万ドルで契約。ティム・リンスカム、バリー・ジトと共にサイ・ヤング賞投手が同一チームに3人在籍することとなり、これは2002年のブレーブス（マダックス、トム・グラビン、ジョン・スモルツ）以来だった。

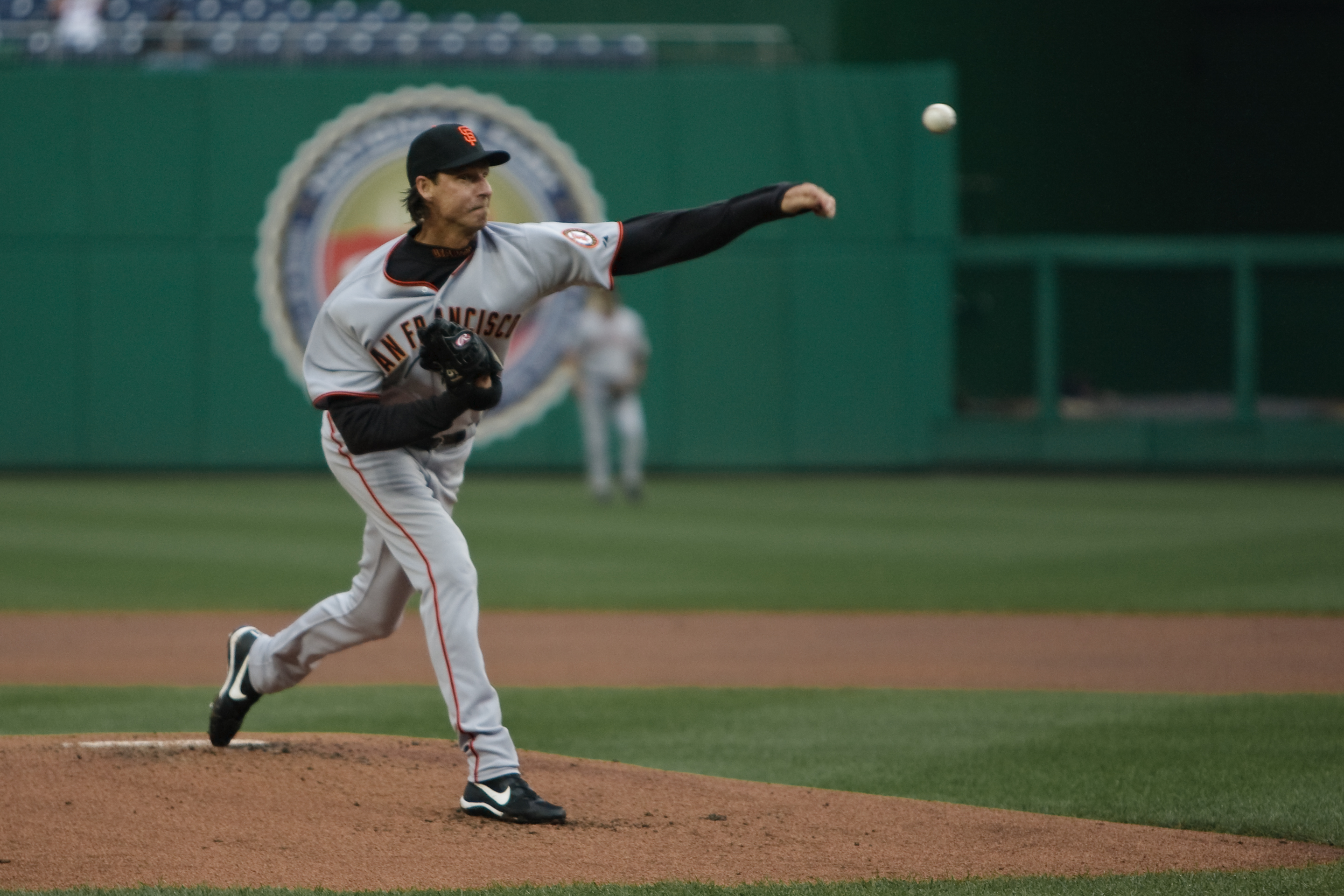
2009年6月4日 通算300勝達成時

2009年6月4日のワシントン・ナショナルズ戦で6回を1失点に抑え、史上24人目の300勝を達成。300勝初挑戦で到達したのは、1985年のトム・シーバー以来、45歳での達成はフィル・ニークロの46歳に次ぐ2番目の高齢記録となった。しかし、打撃の際に左肩を痛め、故障者リスト入り。終盤に復帰したが全てリリーフでの登板だった。
2010年1月5日に現役引退を表明。

### 引退後

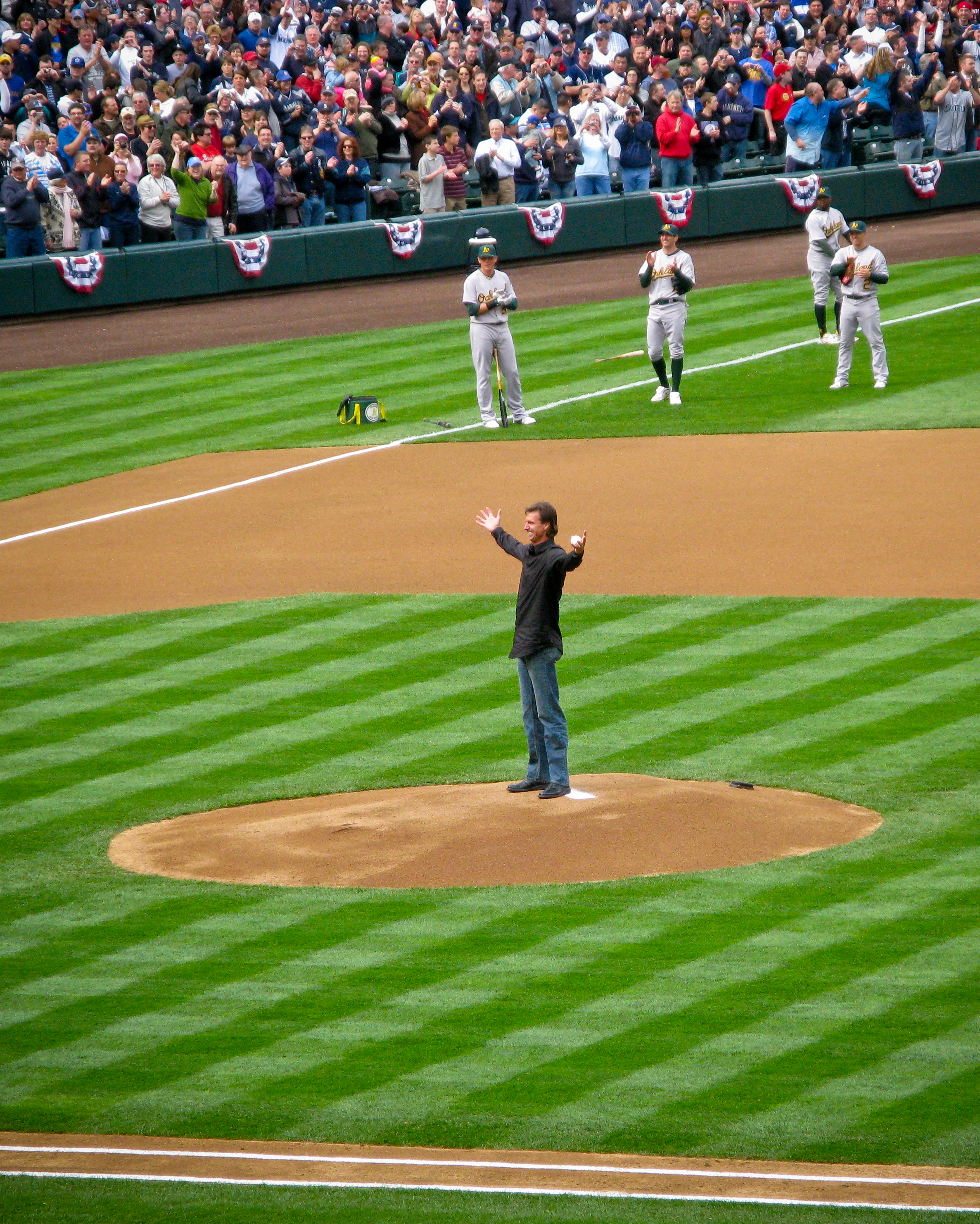
シアトル・マリナーズの始球式で登場（2010年4月12日）

引退後は写真家に転身。ロック・フェスティバル『オズフェスト』にてカメラマンとしてフォトグラファーピットで幾つものカメラを首にぶら下げている姿を『BURRN!』誌の写真家ジョン・ハーレルに目撃されている。また、NFLのフィールドカメラマンとしても活動している。
2011年にはインディカー・シリーズ第3戦（ロングビーチ市街地コース）に報道カメラマンとして取材に訪れた様子が日本のスポーツ紙にも掲載された。
2010年4月20日に、東京ドームで東北楽天ゴールデンイーグルス主催ゲーム（対千葉ロッテマリーンズ）が初めて行われた際、始球式を行うために来日した。
2014年5月18日、ダイヤモンドバックスの本拠地チェイス・フィールドで行われたドジャース戦の試合前の始球式を務めた。ちょうど10年前のこの日に完全試合を達成したことを記念にしたもので、当時のユニフォームを着ての投球だった。
2015年1月、ダイヤモンドバックスのフロント入りが発表され、同球団の「球団代表付特別補佐」に就任した。同年、アメリカ野球殿堂入り得票の有資格者となり97.3%という圧倒的な支持を集めて殿堂入りを果たした（同年に共に表彰されたのはペドロ・マルティネス（91.1%）、ジョン・スモルツ（82.9%）、クレイグ・ビジオ（82.7%））。また、殿堂入りを記念し、ダイヤモンドバックスはジョンソン在籍時の背番号『51』を永久欠番に指定、同年8月8日に欠番表彰式を行った。

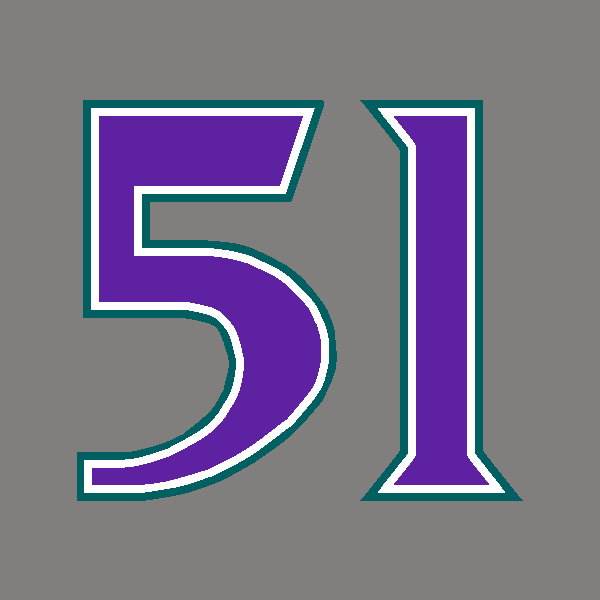
ジョンソンのダイヤモンドバックス在籍時の背番号「51」。
アリゾナ・ダイヤモンドバックスの永久欠番に2015年指定。

2025年6月2日、同年1月に殿堂入りしたイチローの永久欠番制定を待った形で、マリナーズでもジョンソン在籍時の背番号『51』を永久欠番に指定した。

## 選手としての特徴
MLBでも稀な2m08cmの長身から、最速102mph（約164km/h）のフォーシームと2種類のスライダー、スプリッター、ツーシームを投げ分ける。身長の分だけ腕も長く、サイドスローに近いスリー・クォーターであることに加えて、横に変化する高速スライダーを投げるため、左打者にとっては背中越しにボールが現れる上に至近距離まで球筋が見極められず、非常に打ちづらい事で知られる。
通算投球回数2000回以上の投手を対象とした、投球回数9回に対する通算の奪三振率が9.0以上の投手8人（2024年シーズン終了時点）のうちの1人であり、通算奪三振率10.61はマックス・シャーザーに次ぐMLB史上2位である。
若い頃は制球難で与四球が多かったが徐々に克服し、奪三振（4875）と与四球（1497）の比率（奪三振÷与四球）は3.26である。これを歴代の奪三振上位の投手と比較すると、シリング（4.38）、マルティネス（4.15）、マダックス（3.37）らには及ばないものの、ライアン（2.04）、クレメンス（2.96）、カールトン（2.26）、シーバー（2.62）、ボブ・ギブソン（2.33）、ドン・ドライスデール（2.91）、コーファックス（2.93）らを上回る。ただし1992年まではこの比率は1.58であった。
マリナーズ在籍時から慈善事業に積極的に関わっており、Strikeout Homelessnessプログラムにて1勝を挙げる毎に$1000、奪三振1つ毎に$100を寄付していた。

## 趣味
ドラムを趣味としており、自宅にドラムの練習室を作るほど。前出の野球殿堂選出時にはダイヤモンドバックス対レッズ戦中に祝賀セレモニーが行われ、金メッキが施されたニール・パートのシグネチャーモデルのドラムセットが贈呈されている。日本のTV番組で紹介された際には加藤茶とのドラムバトルを披露した。自宅にペプシコーラの自動販売機がある。レッド・ツェッペリンのファンであり、来日の際には西新宿で海賊盤CDを買い漁る。またジミーペイジ道を追求するギタリストジミー桜井とも親交があり、彼の著者「世界で一番ジミー・ペイジになろうとした男」では序文を書いている他、表紙写真も提供しており二人の交流の様子も描かれている。

## 詳細情報

### 年度別投手成績
| 年 度     | 球 団     | 登 板 | 先 発 | 完 投 | 完 封 | 無 四 球 | 勝 利 | 敗 戦 | セ 丨 ブ | ホ 丨 ル ド | 勝 率 | 打 者 | 投 球 回 | 被 安 打 | 被 本 塁 打 | 与 四 球 | 敬 遠 | 与 死 球 | 奪 三 振 | 暴 投 | ボ 丨 ク | 失 点 | 自 責 点 | 防 御 率 | W H I P |
| --------- | --------- | ----- | ----- | ----- | ----- | -------- | ----- | ----- | -------- | ----------- | ----- | ----- | -------- | -------- | ----------- | -------- | ----- | -------- | -------- | ----- | -------- | ----- | -------- | -------- | ------- |
| 1988      | MON       | 4     | 4     | 1     | 0     | 0        | 3     | 0     | 0        | --          | 1.000 | 109   | 26.0     | 23       | 3           | 7        | 0     | 0        | 25       | 3     | 0        | 8     | 7        | 2.42     | 1.15    |
| 1989      | MON       | 7     | 6     | 0     | 0     | 0        | 0     | 4     | 0        | --          | .000  | 143   | 29.2     | 29       | 2           | 26       | 1     | 0        | 26       | 2     | 2        | 25    | 22       | 6.67     | 1.85    |
| 1989      | SEA       | 22    | 22    | 2     | 0     | 0        | 7     | 9     | 0        | --          | .438  | 572   | 131.0    | 118      | 11          | 70       | 1     | 3        | 104      | 5     | 5        | 75    | 64       | 4.40     | 1.44    |
| '89計     | SEA       | 29    | 28    | 2     | 0     | 0        | 7     | 13    | 0        | --          | .350  | 715   | 160.2    | 147      | 13          | 96       | 2     | 3        | 130      | 7     | 7        | 100   | 86       | 4.82     | 1.51    |
| 1990      | SEA       | 33    | 33    | 5     | 2     | 0        | 14    | 11    | 0        | --          | .560  | 944   | 219.2    | 174      | 26          | 120      | 2     | 5        | 194      | 4     | 2        | 103   | 89       | 3.65     | 1.34    |
| 1991      | SEA       | 33    | 33    | 2     | 1     | 0        | 13    | 10    | 0        | --          | .565  | 889   | 201.1    | 151      | 15          | 152      | 0     | 12       | 228      | 12    | 2        | 96    | 89       | 3.98     | 1.50    |
| 1992      | SEA       | 31    | 31    | 6     | 2     | 0        | 12    | 14    | 0        | --          | .462  | 922   | 210.1    | 154      | 13          | 144      | 1     | 18       | 241      | 13    | 1        | 104   | 88       | 3.77     | 1.42    |
| 1993      | SEA       | 35    | 34    | 10    | 3     | 0        | 19    | 8     | 1        | --          | .704  | 1043  | 255.1    | 185      | 22          | 99       | 1     | 16       | 308      | 8     | 2        | 97    | 92       | 3.24     | 1.11    |
| 1994      | SEA       | 23    | 23    | 9     | 4     | 0        | 13    | 6     | 0        | --          | .684  | 694   | 172.0    | 132      | 14          | 72       | 2     | 6        | 204      | 5     | 0        | 65    | 61       | 3.19     | 1.19    |
| 1995      | SEA       | 30    | 30    | 6     | 3     | 1        | 18    | 2     | 0        | --          | .900  | 866   | 214.1    | 159      | 12          | 65       | 1     | 6        | 294      | 5     | 2        | 65    | 59       | 2.48     | 1.05    |
| 1996      | SEA       | 14    | 8     | 0     | 0     | 0        | 5     | 0     | 1        | --          | 1.000 | 256   | 61.1     | 48       | 8           | 25       | 0     | 2        | 85       | 3     | 1        | 27    | 25       | 3.67     | 1.19    |
| 1997      | SEA       | 30    | 29    | 5     | 2     | 1        | 20    | 4     | 0        | --          | .833  | 850   | 213.0    | 147      | 20          | 77       | 2     | 10       | 291      | 4     | 0        | 60    | 54       | 2.28     | 1.05    |
| 1998      | SEA       | 23    | 23    | 6     | 2     | 1        | 9     | 10    | 0        | --          | .474  | 685   | 160.0    | 146      | 19          | 60       | 0     | 11       | 213      | 7     | 2        | 90    | 77       | 4.33     | 1.29    |
| 1998      | HOU       | 11    | 11    | 4     | 4     | 1        | 10    | 1     | 0        | --          | .909  | 329   | 84.1     | 57       | 4           | 26       | 1     | 3        | 116      | 0     | 0        | 12    | 12       | 1.28     | 0.98    |
| '98計     | HOU       | 34    | 34    | 10    | 6     | 2        | 19    | 11    | 0        | --          | .633  | 1014  | 244.1    | 203      | 23          | 86       | 1     | 14       | 329      | 7     | 2        | 102   | 89       | 3.28     | 1.18    |
| 1999      | ARI       | 35    | 35    | 12    | 2     | 3        | 17    | 9     | 0        | 0           | .654  | 1079  | 271.2    | 207      | 30          | 70       | 3     | 9        | 364      | 4     | 2        | 86    | 75       | 2.48     | 1.02    |
| 2000      | ARI       | 35    | 35    | 8     | 3     | 4        | 19    | 7     | 0        | 0           | .731  | 1001  | 248.2    | 202      | 23          | 76       | 1     | 6        | 347      | 5     | 2        | 89    | 73       | 2.64     | 1.12    |
| 2001      | ARI       | 35    | 34    | 3     | 2     | 1        | 21    | 6     | 0        | 0           | .778  | 994   | 249.2    | 181      | 19          | 71       | 2     | 18       | 372      | 8     | 1        | 74    | 69       | 2.49     | 1.01    |
| 2002      | ARI       | 35    | 35    | 8     | 4     | 0        | 24    | 5     | 0        | 0           | .828  | 1035  | 260.0    | 197      | 26          | 71       | 1     | 13       | 334      | 3     | 2        | 78    | 67       | 2.32     | 1.03    |
| 2003      | ARI       | 18    | 18    | 1     | 1     | 0        | 6     | 8     | 0        | 0           | .429  | 489   | 114.0    | 125      | 16          | 27       | 3     | 8        | 125      | 1     | 1        | 61    | 54       | 4.26     | 1.33    |
| 2004      | ARI       | 35    | 35    | 4     | 2     | 3        | 16    | 14    | 0        | 0           | .533  | 964   | 245.2    | 177      | 18          | 44       | 1     | 10       | 290      | 3     | 1        | 88    | 71       | 2.60     | 0.90    |
| 2005      | NYY       | 34    | 34    | 4     | 0     | 2        | 17    | 8     | 0        | 0           | .680  | 920   | 225.2    | 207      | 32          | 47       | 2     | 12       | 211      | 3     | 1        | 102   | 95       | 3.79     | 1.13    |
| 2006      | NYY       | 33    | 33    | 2     | 0     | 1        | 17    | 11    | 0        | 0           | .607  | 860   | 205.0    | 194      | 28          | 60       | 1     | 10       | 172      | 3     | 2        | 125   | 114      | 5.00     | 1.24    |
| 2007      | ARI       | 10    | 10    | 0     | 0     | 0        | 4     | 3     | 0        | 0           | .571  | 233   | 56.2     | 52       | 7           | 13       | 3     | 4        | 72       | 1     | 0        | 26    | 24       | 3.81     | 1.15    |
| 2008      | ARI       | 30    | 30    | 2     | 0     | 0        | 11    | 10    | 0        | 0           | .524  | 778   | 184.0    | 184      | 24          | 44       | 6     | 6        | 173      | 2     | 1        | 92    | 80       | 3.91     | 1.24    |
| 2009      | SF        | 22    | 17    | 0     | 0     | 0        | 8     | 6     | 0        | 0           | .571  | 412   | 96.0     | 97       | 19          | 31       | 2     | 2        | 86       | 5     | 1        | 55    | 52       | 4.88     | 1.33    |
| MLB：22年 | MLB：22年 | 618   | 603   | 100   | 37    | 18       | 303   | 166   | 2        | 0           | .646  | 17067 | 4135.1   | 3346     | 411         | 1497     | 37    | 190      | 4875     | 109   | 33       | 1703  | 1513     | 3.29     | 1.17    |

- 各年度の太字はリーグ最高
- 1998年はリーグを跨ぐ移籍であり、6完封・329奪三振はリーグ1位ではないが、両リーグ1位

### 年度別守備成績
| 年 度 | 球 団 | 投手（P） | 投手（P） | 投手（P） | 投手（P） | 投手（P） | 投手（P） |
| 年 度 | 球 団 | 試 合     | 刺 殺     | 補 殺     | 失 策     | 併 殺     | 守 備 率  |
| ----- | ----- | --------- | --------- | --------- | --------- | --------- | --------- |
| 1988  | MON   | 4         | 0         | 0         | 1         | 0         | .000      |
| 1989  | MON   | 7         | 1         | 5         | 2         | 0         | .750      |
| 1989  | SEA   | 22        | 7         | 21        | 5         | 1         | .848      |
| '89計 | SEA   | 29        | 8         | 26        | 7         | 1         | .829      |
| 1990  | SEA   | 33        | 6         | 24        | 5         | 2         | .857      |
| 1991  | SEA   | 33        | 0         | 23        | 5         | 3         | .821      |
| 1992  | SEA   | 31        | 5         | 20        | 3         | 0         | .893      |
| 1993  | SEA   | 35        | 10        | 29        | 0         | 2         | 1.000     |
| 1994  | SEA   | 23        | 12        | 27        | 0         | 0         | 1.000     |
| 1995  | SEA   | 30        | 7         | 24        | 1         | 0         | .969      |
| 1996  | SEA   | 14        | 1         | 8         | 1         | 0         | .900      |
| 1997  | SEA   | 30        | 7         | 20        | 4         | 0         | .871      |
| 1998  | SEA   | 23        | 5         | 23        | 8         | 2         | .778      |
| 1998  | HOU   | 11        | 1         | 7         | 1         | 1         | .889      |
| '98計 | HOU   | 34        | 6         | 30        | 9         | 3         | .800      |
| 1999  | ARI   | 35        | 4         | 28        | 5         | 2         | .865      |
| 2000  | ARI   | 35        | 5         | 22        | 3         | 1         | .900      |
| 2001  | ARI   | 35        | 2         | 27        | 4         | 1         | .879      |
| 2002  | ARI   | 35        | 5         | 20        | 2         | 2         | .926      |
| 2003  | ARI   | 18        | 2         | 14        | 0         | 0         | 1.000     |
| 2004  | ARI   | 35        | 5         | 20        | 0         | 0         | 1.000     |
| 2005  | NYY   | 34        | 2         | 26        | 2         | 1         | .933      |
| 2006  | NYY   | 33        | 2         | 26        | 1         | 0         | .966      |
| 2007  | ARI   | 10        | 0         | 8         | 0         | 0         | 1.000     |
| 2008  | ARI   | 30        | 1         | 13        | 3         | 0         | .824      |
| 2009  | SF    | 22        | 0         | 13        | 1         | 0         | .929      |
| MLB   | MLB   | 618       | 90        | 448       | 57        | 18        | .904      |

外野守備
| 年 度 | 球 団 | 左翼（LF） | 左翼（LF） | 左翼（LF） | 左翼（LF） | 左翼（LF） | 左翼（LF） |
| 年 度 | 球 団 | 試 合      | 刺 殺      | 補 殺      | 失 策      | 併 殺      | 守 備 率   |
| ----- | ----- | ---------- | ---------- | ---------- | ---------- | ---------- | ---------- |
| 1993  | SEA   | 1          | 0          | 0          | 0          | 0          | ----       |
| MLB   | MLB   | 1          | 0          | 0          | 0          | 0          | ----       |

- 各年度の太字はリーグ最高

### タイトル
- 最多勝利：1回（2002年）
- 最優秀防御率：4回（1995年、1999年、2001年、2002年）
- 最多奪三振：9回（1992年 - 1995年、1999年 - 2002年、2004年）※歴代3位

### 表彰
- サイ・ヤング賞：5回（1995年、1999年 - 2002年）※歴代2位
- ワールドシリーズMVP：1回（2001年）
- ベーブ・ルース賞：1回（2001年）
- ピッチャー・オブ・ザ・マンス：8回（1990年6月、1997年6月、1998年8月・9月、1999年7月、2000年4月、2002年4月・9月）
- プレイヤー・オブ・ザ・ウィーク：10回
- シアトル・マリナーズ球団MVP：3回（1993年、1995年、1997年）
- アリゾナ・ダイヤモンドバックス球団MVP：1回（2004年）
- アリゾナ・ダイヤモンドバックス年間最優秀投手：5回（1999年 - 2002年、2004年）
- ウォーレン・スパーン賞：4回（1999年 - 2002年）
- プレイヤーズ・チョイス・アワード
  - AL Outstanding Pitcher：1回（1995年）
  - NL Outstanding Pitcher：1回（2000年）
- MLB.com This Year in Baseball Awards
  - Performance of the year（2004年）
- Sports Illustrated
  - Sportsman of the year（2001年）
  - All-Decade Team（2000年代左投手）
- The Sporting News
  - AL Pitchers of the Year：1回（1995年）
  - AL All-Star Team：2回（1995年、1997年：左投手）
  - NL All-Star Team：2回（2001年、2002年：左投手）
  - All-Decade team（2000年代左投手）
- ESPN
  - All-Decade team（2000年代左投手）
- Yahoo! Sports
  - All-Decade team（2000年代左先発投手）
- Baseball Digest
  - Pitcher of the Year：1回（2002年）

### 記録
- 投手三冠：1回（2002年）
- MLBオールスターゲーム選出：10回（1990年、1993年 - 1995年、1997年、1999年 - 2002年、2004年）
- 完全試合：1回（2004年5月18日、対アトランタ・ブレーブス戦）
- ノーヒットノーラン：1回（1990年6月2日、対デトロイト・タイガース戦）
- 5年連続300奪三振（1998年 - 2002年）
- 通算奪三振数：4875（歴代2位）※ノーラン・ライアンに次ぐ
- 通算奪三振率：10.6（歴代2位）※マックス・シャーザーに次ぐ
- シーズン奪三振率：13.41（2001年、歴代4位）、12.56（2000年、歴代10位）
- 通算与死球数：190（歴代5位）

### 背番号
- 51（1988年 - 2004年、2007年 - 2009年）※アリゾナ・ダイヤモンドバックスの永久欠番
- 41（2005年 - 2006年）